# Agarn
Agarn est une commune suisse du canton du Valais, située dans le district de Loèche.

## Géographie

Photo aérienne historique de Werner Friedli de 1955.

Agarn se situe sur une crête d'alluvions, sur la rive gauche de la vallée du Rhône, à 2 km de la gare de Loèche.
Le territoire de la commune s'étend sur 7,66 km2. Lors du relevé de 2013-2018, les surfaces d'habitations et d'infrastructures représentaient 4,8 % de sa superficie, les surfaces agricoles 15,9 %, les surfaces boisées 33,3 % et les surfaces improductives 45,4 %.
La route cantonale passe au nord du village depuis 1800 environ.

## Toponymie
Le nom de la commune est d'origine romane et dérive du celtique *akarno-, qui désigne un érable.
La forme allemande Agaren est un exonyme postérieur (les Alamans ne s'installent dans le Haut-Valais qu'entre la fin du VIIIe et le début du IXe siècle).
La première occurrence écrite du toponyme date de 1229, sous la forme d’aer.

## Histoire
Agarn est une souste (entrepôt) sur la route du Simplon aux XIIIe et XIVe siècles. Elle devient une commune au XIVe siècle.
Au Moyen Âge, Agarn dépend du dizain de Loèche appelé Ennet dem Rotten (au-delà du Rhône).
Les statuts communaux datent de 1825. Des incendies ont provoqué de graves dégâts en 1799 et 1899, le premier causé par les Français, le second par des enfants.

## Population et société

### Surnom
Les habitants de la commune sont surnommés die Kröten (d'Chrotte en suisse allemand), soit les crapauds.

### Démographie

#### Évolution de la population
Agarn compte 709 habitants au 31 décembre 2022 pour une densité de population de 93 hab/km2. Sur la période 2010-2019, sa population a diminué de −8,4 % (canton : 10,5 % ; Suisse : 9,4 %).  

#### Pyramide des âges
En 2020, le taux de personnes de moins de 30 ans s'élève à 28,3 %, au-dessous de la valeur cantonale (31,7 %). Le taux de personnes de plus de 60 ans est quant à lui de 28,7 %, alors qu'il est de 26,6 % au niveau cantonal.
La même année, la commune compte 374 hommes pour 331 femmes, soit un taux de 53 % d'hommes, supérieur à celui du canton (49,6 %).
| Hommes | Classe d’âge | Femmes |
| ------ | ------------ | ------ |
| 0,3    | 90 ans ou +  | 0,9    |
| 7,0    | 75 à 89 ans  | 8,8    |
| 17,9   | 60 à 74 ans  | 22,4   |
| 27,3   | 45 à 59 ans  | 27,5   |
| 16,8   | 30 à 44 ans  | 14,8   |
| 19,0   | 15 à 29 ans  | 16,6   |
| 11,8   | - de 14 ans  | 9,1    |

| Hommes | Classe d’âge | Femmes |
| ------ | ------------ | ------ |
| 0,5    | 90 ans ou +  | 1,2    |
| 7,5    | 75 à 89 ans  | 9,4    |
| 16,8   | 60 à 74 ans  | 17,7   |
| 22,2   | 45 à 59 ans  | 21,7   |
| 20,3   | 30 à 44 ans  | 19,4   |
| 17,7   | 15 à 29 ans  | 16,6   |
| 14,9   | - de 14 ans  | 14,1   |

## Économie
Comptant de nombreux ouvriers-paysans, Agarn est resté un village agricole même si la petite industrie et l'artisanat ont commencé à se développer. En 1990, 36 entreprises offraient 187 emplois et 76 ouvriers travaillaient aux ateliers d'Alusuisse à Chippis.

## Héraldique
| Blason | Blasonnement : « De sinople au pal ployé vers la dextre, accompagné au canton dextre du chef d'une croisette et au canton senestre de la pointe d'une colombe éployée, tous d'argent . » |

Les armoiries communales valaisannes sont soumises à l'approbation du Conseil d'État.